# Cjarėncij Lucėvič
Cjarėncij Lucėvič (in bielorusso Цярэнцій Луцэвіч?; Douala, 19 aprile 1991) è un calciatore camerunese naturalizzato bielorusso, difensore dello Slavija-Mazyr.

## Carriera

### Club
Ha giocato nella prima divisione dei campionati bielorusso ed uzbeko.

### Nazionale
Ha giocato nelle nazionali giovanili bielorusse Under-19 ed Under-21.